# 阿西叶
阿西叶（哈特謝普）是穆萨（摩西）的养母，埃及法老的妻子。根据《古兰经》的记载，穆萨是由法老的妻子（而非女儿）抚养。尽管阿西叶的丈夫法老是极其残暴的人，阿西叶依旧保持对真主的虔诚，因而她被穆斯林尊敬。《古兰经》（66：11）“真主以法老的妻子（即阿西叶），为信道的人们的模范。当时，她曾说：‘我的主啊！求你在你那里，为我建筑一所房子在乐园里。求你拯救我脱离法老，和他的罪行。求你拯救我脱离不义的民众。’”
常用译名“阿西叶”，但马金鹏译本《古兰经》注释中作“阿习娅”，马仲刚译本《古兰经》注释中作“阿西亚”。
据称先知穆罕默德曾将阿西叶和麦尔彦（尔撒即耶稣之母）、赫蒂彻（穆罕默德之妻）、法蒂玛（穆罕默德之女）称为最伟大的四位女性。